# Sentiero Italia

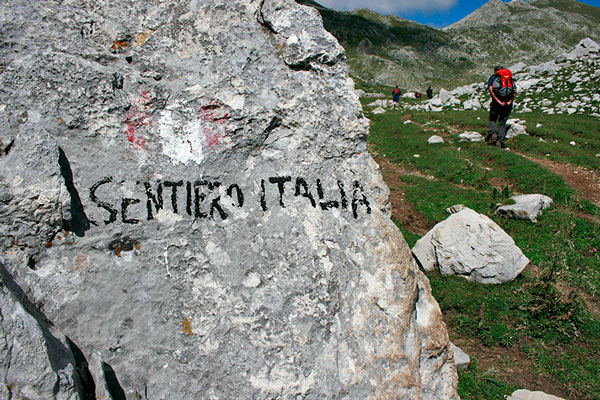

De Sentiero Italia is een langeafstandswandelpad in Italië. De bewegwijzerde route van de Club Alpino Italiano is 7960 kilometer lang en bestaat uit 368 etappes. De route begint in Triëst, loopt door de Italiaanse Alpen en Apennijnen, Sicilië en Sardinië om te eindigen in Santa Teresa Gallura. Het pad werd gecreëerd in 1995.